# Besaliskok
A besaliskok a Csillagok háborúja elképzelt univerzumának egyik értelmes népe, akik az Ojom nevű, jégfedte bolygón őshonosak, de mint sok más értelmes  faj, ők is letelepedtek más bolygókra is.

## Leírásuk
A besaliskok legfőbb jellemzője talán az, hogy négy vastag, izmos karjuk van, a karokon négy ujjal. A nőknek akár nyolc karjuk is lehet. Ez a manapság már emberszerű nép röpképtelen, madárszerű élőlényekből fejlődött ki; bár gyakran, de tévesen hüllőszerű ősöket tulajdonítanak a besaliskoknak. A besaliskok tömzsi, izmos testfelépítésű élőlények, akik hosszú ideig kibírják étel és víz nélkül. Fejükön csontos, tarajszerű képződmény látható, amelyet rövid tollak vesznek körül. Széles szájuk alatt a torok bőre nyúlékony és lógó. Mivel hatalmas méretűnek néznek ki (átlag magasság 1,88 méter, azonban akár 2,36 méter is lehet), azt hinnénk, hogy egy falánk, torkos népről van szó, azonban ez is egy tévhit. Bőrszínük személytől függően barna vagy zöldes; szemszínük sárga. Egy másik tévhit szerint a besaliskok azért izzadnak annyira, mert mindig mérgesek vagy szenvednek, valójában ez azért van, mert anyabolygójukon fagypont körüli hőmérséklet uralkodik. Nyelvük (aminek szintén besalisk a neve) morogásokból, torokhangokból és ugatásokból áll. Ábécéjük egyszerű, szavaik rövidek. Eléggé jól beszélik a Galaktikus Köztársaság közös nyelvét. Jó az emlékezőképességük.
Habár készleteikkel és technológiájukkal csak kevésbé járultak hozzá a Galaktikus Köztársaság jólétéhez, a besaliskok számos bolygón és közösségben megtalálhatók, mivel társas, összetartó és mindenfélét felhasználó élőlények. A Galaktikus Birodalom uralma alatt a besaliskok csak úgy tudták elkerülni a rabszolgaságot, hogy az addig létrehozott „alvilági” kapcsolataikhoz folyamodtak. Ez azonban nem sikerült mindegyiküknek, még sok besalisk rabszolga van a huttok tulajdonában. Ennek a népnek soha sem voltak képviselői a Galaktikus Szenátusban. Ők inkább más fajokra hagyták a politikát és a bürokráciát; a saját dolgaikkal foglalkoztak. Saját bolygójukon, az Ojomon nincs nagy népességük, azonban számos bolygón és mindegyik korszakban voltak kolóniáik.

## Megjelenésük a filmekben
A „A klónok támadása” című filmben látható Dexter Jettster szakács és vendéglőtulajdonos, akihez Obi-Wan Kenobi jön útba igazítást kérni. Obi-Wan a Kamino nevű bolygót keresi. Dexter Jettster múltja meglehetősen kalandos volt, a Galaxis számos félreeső helyén megfordult korábban, de éles és józan eszét, valamint kedélyes modorát sehol sem hagyta ott; ezáltal sok tapasztalatra és némi bölcsességre tett szert. Emiatt a Jedik szívesen fordultak hozzá információkért.
A „Star Wars: A klónok háborúja” című televíziós sorozat negyedik évadába tartozó 7. Sötétség Umbarán, 8. A tábornok, 9 Egy másfajta terv és 10. „Krell mészárlása” részekben Pong Krell Jedi Mester láthatjuk, akiről megtudjuk, hogy átállt a Sithek oldalára.

## Megnevezett besaliskok
- Barpa – férfi; Lando Calrissian jóbarátja
- Dexter Jettster – férfi; a Coruscanton szakács és vendéglőtulajdonos
- Dovoul – férfi; a rylothi Fungus Pitben felszolgáló
- Drakka – férfi; vendéglős a Gorse nevű bolygón
- Fetya – nő; fegyverkereskedő
- Gadren – férfi; szabadságharcos Korélliáról
- Galus Vez – férfi; űrhajódarabokkal kereskedő
- Gatwer – férfi; a rylothi Fungus Pitben felszolgáló
- Gord Grallik – férfi; biztonsági őrfőnök a Gorse bolygón levő Moonglow Polychemical bányánál; Lal Grallik férje
- Lal Grallik vagy Boss Lal – nő; menedzsere a Gorse bolygón levő Moonglow Polychemical bányának; Gord Grallik felesége
- Jebbis – férfi; a rylothi Fungus Pitben felszolgáló
- Pong Krell – férfi; Jedi Mester, később Sith
- Snes – nő; a nabooi Club Deeja kidobója
- Xerius Ugg – férfi; Független Rendszerek Konföderációjának egyik kapitánya

## Fordítás
- Ez a szócikk részben vagy egészben  a   List of Star Wars species (A–E) című angol Wikipédia-szócikk ezen változatának fordításán alapul.  Az eredeti cikk szerkesztőit annak laptörténete sorolja fel. Ez a jelzés csupán a megfogalmazás eredetét és a szerzői jogokat jelzi, nem szolgál a cikkben szereplő információk forrásmegjelöléseként.